# Пол Дохърти
Пол Чарлз Дохърти (на английски: Paul Charles Doherty, произношение Доорти или Доърти, транскрипция: dō-ər-tē) е английски писател, автор на многобройни криминални романи с исторически сюжет.

## Биография
Роден е в Мидълсбро (Североизточна Англия) през 1946 г. В продължение на 3 години учи за католически свещеник в Дърам (Северна Англия), но се отказва и заминава за Ливърпул. Там завършва история, а по-късно продължава образованието си в Екзитър Колидж на Оксфордския университет. През 1987 г. защитава докторат по история от университета в Оксфорд на тема крал Едуард ІІ. Жени се за Карла Лин Корбит.
През 1981 г. Пол става директор на Trinity Catholic School – многопрофилно училище, в което се обучават деца на възраст от 11 до 18 г.

## Творчество
След като Пол Дохърти завършва доктората си за управлението на английския крал Едуард ІІ, през 1987 г. започва да публикува серия от изключителни исторически криминални романи, чието действие се развива по време на Средновековието, Ренесанса, Древна Гърция, Древен Египет и др. Романите на Пол Дохърти са публикувани по целия свят, включително и България. Едни от най-популярните произведения на Пол Дохърти включват поредиците му „Средновековни загадки“, „Кентърбърийски загадки“ и „Дневниците на сър Роджър Шалот“.
Пол Дохърти е публикувал и под различни псевдоними, включително С.Л. Грейс, Пол Хардинг и Анна Апостолу, но понастоящем пише само под собственото си име.
През 2001 г. Пол Дохърти публикува и първия си роман от изключително успешната серия романи „Загадките на Александър Македонски“, базирана около живота на великия пълководец. Много възторжено от критиците е посрещната поредицата на писателя за Древния Египет – „Египетски загадки“.
Освен с художествена литература, Пол Дохърти е известен и като автор на исторически трудове, например за живота на Изабела Френска, наричана „Вълчицата на Франция“, френска принцеса, английска кралица, съпруга на Едуард ІІ Английски. Други интересни трудове на Пол Дохърти включват изследване на възможната причина за смъртта на известния египетски фараон Тутанкамон и проучване за истинската съдба на Александър Велики.
Пол Дохърти се отличава с изключително висока продуктивност. Историческите и криминални поредици, на които е създател, му носят голям успех. Сред читателската аудитория на Дохърти са страните: Холандия, Англия, САЩ, Белгия, Франция, Румъния, България, Италия, Естония, Русия, Чехия, Испания, Португалия, Аржентина, Мексико и Китай.
През 2011 г. Пол Дохърти е награден с Ордена на Британската империя за заслугите в областта на образованието.

### Поредици

#### „Средновековни загадки“ (The Hugh Corbett Mysteries)
1. Satan in St Mary's (1986); „Сатанинско сборище“ (2008) ISBN 978-954-365-036-1
2. The Crown in Darkness (1988); „Сянка над короната“ (2004) ISBN 954-9745-74-0
3. Spy in Chancery (1988); „Шпионинът на краля“ (2005) ISBN 954-9745-82-1
4. The Angel of Death (1989); „Ангелът на смъртта“ (2006) ISBN 954-9745-95-3
5. The Prince Of Darkness (1992); „Принцът на мрака“ (2002) ISBN 954-9745-46-5
6. Murder Wears a Cowl (1992); „Гибелен грях“ (2007) ISBN 978-954-365-018-7
7. The Assassin in the Greenwood (1993); „Убиецът в зелената гора“ (2005) ISBN 954-9745-89-9
8. The Song of a Dark Angel (1994); „Песента на тъмния ангел“ (2011) ISBN 978-954-365-103-0
9. Satan's Fire (1995); „Огньовете на сатаната“ (2003) ISBN 954-9745-57-0
10. The Devil's Hunt (1996); „Звънарят от Оксфорд“ (2003) ISBN 954-9745-65-1
11. The Demon Archer (1999); „Стрелецът демон“ (2004) ISBN 954-9745-73-2
12. The Treason of the Ghosts (2000); „Сянката на греха“ (2008) ISBN 978-954-365-032-3
13. Corpse Candle (2001); „Призракът на тресавището“ (2003) ISBN 954-9745-53-8
14. The Magician's Death (2004); „Смъртта на магьосника“ (2006) ISBN 978-954-365-013-2
15. The Waxman Murders (2006); „Корабът на страха“ (2009) ISBN 978-954-365-051-4
16. Nightshade (2008); „Нощна сянка“ (2010) ISBN 978-954-365-064-4
17. The Misterium (2010); „Мистериум“ (2011) ISBN 978-954-365-084-2
18. Dark Serpent (2016)
19. Devil's Wolf (2017)
20. Death's Dark Valley (2019)
21. Hymn to Murder (2020)
22. Mother Midnight (2021)
23. Realm of Darkness (2022)
24. Banners of Hell (2024)

#### Matthew Jenkyn
1. The Whyte Harte (1988)
2. The Serpent Amongst the Lilies (1990)

#### „Скръбните мистерии на брат Ателстан“ (Sorrowful Mysteries of Brother Athelstan)
1. The Nightingale Gallery (1991); „Пеещата галерия“ (2012) ISBN 978-954-365-108-5
2. The House Of The Red Slayer (1992); „Домът на червения убиец“ (2014) ISBN 978-954-365-153-5
3. Murder Most Holy (1992); „Смърт в манастира“ (2015) ISBN 978-954-365-157-3
4. The Anger Of God (1993); „Божият гняв“ (2015) ISBN 978-954-365-162-7
5. By Murder's Bright Light (1994); „Кървава светлина“ (2016) ISBN 978-954-365-181-8
6. The House Of Crows (1995); „Домът на гарваните“ (2017) ISBN 978-954-365-197-9
7. The Assassin's Riddle (1996)
8. The Devil's Domain (1998)
9. The Field Of Blood (1999)
10. The House of Shadows (2003)
11. Bloodstone (2011)
12. The Straw Men (2012)
13. Candle Flame (2014)
14. The Book of Fires (2014)
15. The Herald of Hell (2015)
16. The Great Revolt (2016)
17. A Pilgrimage to Murder (2017)
18. Mansions of Murder (2017)
19. The Godless (2019)
20. The Stone of Destiny (2020)
21. The Hanging Tree (2022)
22. Murder Most Treasonable (2023)
23. Murder's Snare (2024)

#### „Дневниците на сър Роджър Шалот“ (Sir Roger Shallot)
като Michael Clynes
1. The White Rose Murders (1991); „Убийствата на бялата роза“ (2005) ISBN 954-9745-93-7
2. The Poisoned Chalice (1992) „Отровният бокал“ (2010) ISBN 978-954-365-083-5
3. The Grail Murders (1993) „Убийствата на Граала“ (2008) ISBN 978-954-365-043-9
4. A Brood of Vipers (1994); „Гнездо на усойници“ (2006) ISBN 978-954-365-005-7
5. The Gallows Murders (1995) „Кулата на смъртта“ (2012) ISBN 978-954-365-111-5
6. The Relic Murders (1996) „Убийствата на реликвата“ (2009) ISBN 978-954-365-059-0

#### Kathryn Swinbrooke
Като C. L. Grace
1. A Shrine of Murders (1993)
2. The Eye of God (1994)
3. The Merchant of Death (1995)
4. The Book of Shadows (1996)
5. Saintly Murders (2001)
6. A Maze of Murders (2002)
7. A Feast of Poisons (2004)

#### Nicholas Segalla
Като Ann Dukthas
1. A Time For The Death Of A King (1994)
2. The Prince Lost To Time (1995)
3. The Time Of Murder At Mayerling (1996)
4. In The Time Of The Poisoned Queen (1998)

#### Canterbury tales (Кентърбърийски загадки)
1. An Ancient Evil, Being the Knight's Tale (1994); „Сенки в Оксфорд“ (2001) ISBN 954-9745-31-7
2. A Tapestry of Murders, Being the Man of Law's Tale (1994); „Пазителят на портите“ (2001) ISBN 954-9745-30-9
3. A Tournament of Murders, Being the Franklin's Tale (1996); „Тайната на замъка“ (2001) ISBN 954-9745-35-X
4. Ghostly Murders, Being the Priest's Tale (1997); „Блуждаещи огньове“ (2000) ISBN 954-9745-22-8
5. The Hangman's Hymn, Being the Carpenter's Tale (2002); „Песента на палача“ (2002) ISBN 954-9745-40-6
6. The Haunt of Murder, Being the Clerk's Tale (2003); „Отмъщението на мъртвата“ (2003) ISBN 954-9745-60-0
7. The Midnight Man (2012)

#### Mystery of Alexander the Great
1. A Murder in Macedon (1997)
2. A Murder in Thebes (1998)

#### The Egyptian Mysteries (Египетски загадки)
1. The Mask of Ra (1998); „Маската на Ра“ (2002) ISBN 954-528-278-9
2. The Horus Killings (1999); „Храмът на Хор“ (2002) ISBN 954-528-286-X
3. The Anubis Slayings (2000); „Жертвите на Анубис“ (2002) ISBN 954-528-300-9
4. The Slayers of Seth (2001); „Убийците на Сет“ (2002) ISBN 954-528-317-3
5. The Assassins of Isis" (2004); „Възмездието на Изида“ (2005) ISBN 954-528-526-5
6. Poisoner of Ptah (2007); „Отровителят от Птах“ (2009) ISBN 954-528-892-2
7. The Spies of Sobeck (2008); „Шпионите на Собек“ (2010) ISBN 954-528-946-5

#### Mahu (The Akhenaten-trilogy) (Маху (трилогия за Ехнатон))
1. An Evil Spirit Out of the West (2003); „Възходът на Атон“ (2008) ISBN 954-528-849-3
2. The Season of the Hyaena (2005); „Прокобата Тутанкамон“ (2009) ISBN 954-528-925-2
3. The Year of the Cobra (2005); „Годината на кобрата“ (2009) ISBN 954-528-935-X

#### Mathilde of Westminster (Матилда от Уестминстър)
1. The Cup of Ghosts (2005); „Чашата на призраците“ (2007) ISBN 978-954-365-024-8
2. The Poison Maiden (2007); „Отровителката“ (2009) ISBN 978-954-365-046-0
3. The Darkening Glass (2009); „Притъмняващото небе“ (2010) ISBN 978-954-365-075-0

#### Ancient Rome (Тайните на древния Рим)
1. Domina (2002); „Домина“ (2006) ISBN 954-365-008-X
2. Murder Imperial (2003); „Имперски убийства“ (2008) ISBN 978-954-365-028-6
3. The Song of the Gladiator (2004); „Песента на гладиатора“ (2008) ISBN 978-954-365-029-3
4. The Queen of the Night (2006); „Царицата на нощта“ (2008) ISBN 978-954-365-038-5
5. Murder's Immortal Mask (2008); „Вечната маска на смъртта“ (2010) ISBN 978-954-365-079-8

#### Alexander the Great Mysteries (Загадките на Александър Македонски)
1. The House of Death (2001); „Храмът на смъртта“ (2003) ISBN 954-9745-56-2
2. The Godless Man (2002); „Безбожникът“ (2003) ISBN 954-9745-61-9
3. The Gates of Hell (2003); „Дверите на ада“ (2004) ISBN 954-9745-68-6

#### Templar
1. The Templar (2007); „Тамплиерът“ (2009) ISBN 978-954-365-058-3
2. The Templar Magician (2009); „Тамплиерът магьосник“ (2010) ISBN 978-954-365-067-5

#### Wars of the Roses Trilogy
1. Roseblood (2014)

### Отделни романи
- The Death of a King: A Medieval Mystery (1985)
- Prince Drakulya (1986)
- The Lord Count Drakulya (1986)
- The Fate of Princes (1990)
- Dove Amongst the Hawks (1990)
- The Masked Man (1991)
- The Rose Demon (1997)
- The Haunting (1997)
- The Soul Slayer (1998); „Душегубеца“ (2010) ISBN 978-954-365-080-4
- The Plague Lord (2002)
- The Last of Days (2013)

- The Love Knot (1999) (като Ванеса Алекзандър)
- Of Love and War (2000) (като Ванеса Алекзандър)
- The Loving Cup (2001) (като Ванеса Алекзандър)

### Документалистика
- The Mysterious Death of Tutankhamun (2002)
- Isabella and the Strange Death of Edward II (2003)
- Alexander the Great, The Death of a God (2004)
- Great Crown Jewel Robbery of 1303 (2005)
- The Secret Life of Elizabeth I (2006)
- The Death of the Red King (2006)